# Blink (닥터 후)
"Blink" (KBS 방영 제목: 〈눈 감으면 죽는다〉)는 영국의 SF 드라마 《닥터 후》 시즌 3의 열번째 에피소드이다. 2007년 6월 9일 BBC One에서 처음으로 방영되었다. 감독은 헤티 맥도널드, 각본은 훗날 총괄프로듀서가 되는 스티븐 모팻이 맡았다. 시즌 3에서 모팻이 집필한 유일한 에피소드로, 2006년 《닥터 후 애뉴얼》에 실린 단편 소설인 〈'내가 크리스마스 휴일에 겪은 일' - 샐리 스패로 지음〉 (What I Did on My Christmas Holidays' By Sally Sparrow)를 원작으로 삼았다.
이번 에피소드에서는 시간 여행을 하다 1969년에 갇혀버린 10대 닥터 (데이비드 테넌트)가 우는 천사라는 석상 모습의 외계 종족으로부터 타디스를 되찾기 위해, 2007년의 여성 샐리 스패로 (캐리 멀리건 분)에게 메시지를 전하면서 시작되는 이야기를 담았다. 우는 천사의 습격으로 사랑하는 지인들을 떠내보낸 스패로는 절친의 남동생인 래리 나이팅게일 (핀리 로버트슨)과 함께, 과거에 고립된 닥터가 남긴 DVD 부가 영상 속 수수께끼를 통해, 세월을 거슬러 벌어지는 사건 해결에 나서야만 한다.
닥터 역의 데이비드 테넌트와 동행자 마사 존스 역의 프리마 아저먼은 본 에피소드가 제작될 당시 다른 에피소드를 동시 촬영하고 있었기 때문에, 등장 비중은 그리 크지 않다. 때문에 닥터 후의 팬들은 이 에피소드를 "닥터 없는 닥터" (Doctor-lite) 에피소드라 부르기도 한다. 작중 주 무대가 되는 웨스터 드럼린스의 폐가는 영국 웨일스 뉴포트에 위치한 실제 폐가에서 촬영하였다. 또 우는 천사라는 종족이 처음으로 소개되는 에피소드로서, 두 명의 여배우가 분장을 거쳐 우는 천사 역으로 출연하였다.
"Blink"는 영국 첫방송 당시 662만 명이 시청하였다. 당시 평론가들로부터 널리 극찬을 받았으며, 닥터 후 역사상 최고의 에피소드 중 하나로 꼽히고 있다. 이 에피소드의 각본을 맡은 모팻은 BAFTA 크래프트와 BAFTA 컴리 상에서 작가상을, 휴고상 드라마 단편 부문상을 수상하였으며, 주연을 맡은 멀리건 역시 2007년 콘스텔레이션 어워즈에서 SF 텔레비전 에피소드 부문 여우주연상을 수상하였다. 2009년에는 《닥터 후 매거진》 구독자를 대상으로 진행한 최고의 닥터 후 스토리 설문조사에서 2위로 선정되기도 했다.

## 줄거리
2007년 영국, 웨스터 드럼린스의 버려진 폐가를 탐사하던 샐리 스패로는 뜯어진 벽에 "우는 천사를 조심하라"고 지시하는 글귀가 써져 있는 것을 발견한다. 이어 자신의 이름을 부르며 "당장 고개를 숙이라"는 문구를 발견하고 의아해하는 순간, 창문 너머로 돌덩이가 날아온다. 그 너머로 얼굴을 가린 채 우는 천사의 석상이 서 있었다. 흥미가 생긴 샐리는 친구 캐시 나이팅게일과 함께 다시 한번 폐가 탐사에 나선다. 그런데 캐시는 우는 천사 석상의 습격으로, 1920년 영국으로 난데없이 떨어져 버린다. 사라진 캐시를 찾던 샐리는 바로 그 시점에 폐가로 찾아온 캐시의 손자 맬콤이 건넨 편지를 받게 되는데, 알고 보니 1987년 캐시가 미래의 샐리에게 보내는 편지였고, 캐시가 행복한 여생을 보냈다는 내용에 샐리는 충격을 받는다. 폐가를 나서기 전 샐리는 석상의 손에 쥐어 있던 열쇠를 챙겨간다.
샐리는 캐시의 남동생 래리를 만나, 캐시가 편지에서 일러둔 대로 사랑한다는 말을 전한다. 래리는 비디오 가게 점원이었는데, 아무 연관 없는 17편의 DVD 속에 부가 영상으로 공통적으로 실린 수수께끼의 영상을 수집하고 있었다. 영상 속 의문의 남성은 시청자에게 계속 말을 걸며 반쪽짜리 대화를 하고 있었다. 래리는 샐리에게 그 부가 영상이 담긴 DVD 리스트를 건넨다. 샐리는 경찰서로 가서 신고하기로 마음먹고 빌리 십턴 경감과 만난다. 빌리는 웨스트 드럼린즈의 폐가로 갔다가 실종된 사람들의 차량을 소개하고, 그 집에서 발견된 가짜 경찰 박스도 소개한다. 그 때 샐리를 뒤쫓아간 우는 천사 네 마리가 빌리 경감을 덮치고, 그는 1969년으로 떨어져 버린다. 겨우 정신을 차린 빌리에게 DVD 부가 영상 속 남자가 나타나, 자신은 닥터이고 시간 여행을 하고 있다고 소개한다. 그 역시도 과거 속에 빠져 있는 상태였는데, 빌리에게 수십 년 뒤에 메시지 하나를 전해 달라고 부탁한다. 빌리는 이후 DVD 제작사에서 일하며 닥터의 메시지 영상을 그 속에 집어넣었고, 수십년이 흘러 늙은이가 된 빌리는 2007년 샐리에게 전화를 걸어 병원에서 만나자고 한다. 샐리가 마주한 것은 임종 직전의 빌리. 샐리에게 "리스트를 봐 달라"고 전한다. 그 리스트는 샐리의 DVD 수집품이었다.
샐리와 래리는 폐가로 가서 휴대용 DVD 플레이어로 부가 영상을 재생한다. 샐리는 문득 영상 속 1969년의 닥터가 자신의 말에 맞춰 대답한다는 사실을 발견한다. 자신이 말을 하기 38년 전에 대답을 어떻게 미리 할 수가 있는지를 묻던 샐리는, 지금까지 유추한 것 중 제일 그럴듯한 대화라고 생각한 래리가  옆에서 대본으로 받아적고 있는 것을 보고 그 원리를 깨닫는다. 마침내 말이 되는 대화를 하게 된 닥터는 우는 천사라고 하는 외계 종족은 자신들을 쳐다보는 생명체가 있으면 석상처럼 변해 있는다고 설명한다. 그리고 우는 천사들은 샐리가 봤던 그 경찰 박스, 다시 말해 타디스라는 타임머신에 비축된 막대한 양의 시간 에너지를 노리고 있는데 엄청난 피해가 벌어질 수 있다고 걱정한다. 그 때 갑자기 우는 천사가 샐리와 래리를 덮치고, 두 사람은 천사들을 피해 타디스가 있는 지하실로 내려간다. 샐리는 전에 손에 넣었던 열쇠로 타디스 문을 열고 들어간다. 네 마리의 우는 천사가 공격을 가하는 사이, 래리는 DVD가 빛나는 것을 발견하고 타디스 콘솔의 DVD 플레이어에 삽입한다. 조종 디스크 기능도 갖추고 있었던 그 DVD는 타디스를 가동시켜, 샐리와 래리를 남겨두고 닥터가 있는 시간대로 향하게 한다. 타디스를 둘러싸고 흔들던 네 우는 천사는 타디스가 사라지면서 서로 마주보게 되어 영원히 몸이 굳어버린다.
그로부터 1년이 지나고, 샐리는 닥터가 어떻게 나와 대화를 할 수 있던 거였는지 여전히 혼란스러워 한다. 그 순간 길거리에서 우연히 닥터를 목격하고 말을 거는데, 닥터는 아직 사건을 겪지 못한 것인지 샐리를 알아보지 못한다. 샐리는 이 모든 사건의 시작이 지금 이 순간이며, 자신으로부터 시작됐음을 깨닫는다. 그리고 래리가 받아적은 대본을 건네며 언젠가 필요할 것이라 말한다. 마지막으로 눈을 감지 말라고 경고하는 닥터의 영상과 길거리의 여러 석상들을 비추는 것으로 에피소드가 끝이 난다.